# Roméo Pérusse
Pour les articles homonymes, voir Pérusse.
Roméo Pérusse est un humoriste et un acteur québécois né le 23 mars 1927 à Trois-Rivières et décédé le 15 avril 1992 .

## Biographie
Roméo Pérusse a fait sa marque comme humoriste dans les cabarets montréalais les plus fréquentés à partir du début des années 1950. Son humour axé sur un rythme rapide et des blagues osées ont fait de lui une grande vedette au Québec. 
À la télévision, on l'a vu dans des plusieurs émissions de variétés aux côtés de Léo Rivest, Juliette Petrie, Claude Blanchard, Gilles Latulippe et bien d'autres humoristes. Au cours des cinq dernières années de sa vie, il a travaillé comme recherchiste à l'émission Les Démons du midi à Radio-Canada.

## Filmographie
- 1974 : La pomme, la queue et les pépins
- 1992 : Requiem pour un beau sans-cœur